# 레니 리펜슈탈
헬레네 베르타 아말리에 "레니" 리펜슈탈(독일어: Helene Bertha Amalie „Leni“ Riefenstahl, 1902년 8월 22일 ~ 2003년 9월 8일)은 독일의 배우, 감독, 영화 제작자이다. 촬영 기술에서 혁신을 일으키는 등 영화 역사상 중요한 인물이다. 나치 독일의 선전 영화를 만들었기 때문에 2차 대전 이후에는 영화계에서 활동할 수 없게 되자 사진가로 활동하기도 했다.

## 생애
1902년 베를린에서 태어나 무용가로 명성을 얻어 1926년 <위대한 산>에서 배우로 데뷔하였다. 공연 도중 부상을 입어 무용을 포기하고 영화 연출을 배워 <푸른빛>(1931)의 감독과 주연을 맡았다. 나치 전당대회를 기록한 다큐멘터리 <의지의 승리>와 베를린 올림픽 다큐멘터리인 2부작 <민족의 제전>과 <미의 제전>(1938)을 감독하였다. 이 다큐멘터리 작품은 뛰어난 촬영과 편집기술로 현대 기록 영화 연출의 교과서로 불린다. 전쟁이 끝난 후 리펜슈탈은 바로 이 작품들로 인하여 나치 협력자로 투옥되었다가 무죄로 풀려났다. 1954년에 <저지대>를 발표하엿으나 주로 다큐멘터리 사진 작업을 하였다. 그녀는 두 세기에 걸쳐 살았는데 2002년 8월 22일 100살 생일을 앞두고 해저 상태를 그린 극장용다큐멘터리 <바다속의 인생>을 발표하였으며 헬리콥터 사고와 암 수술을 겪었다. 2003년 8월 22일, 101살 생일 때 그녀는 "은퇴를 생각해본 적 없다"면서 고흐의 삶을 다루겠다는 의지를 보였으나 정확히 17일 후에 사망했다.

## 다큐멘터리 영화 제작
- 《의지의 승리》는 나치의 뉘른베르크 전당대회를 묘사한 다큐멘터리로 레니 리펜슈탈이 제작했다. 이 영화는 선전 영화의 백미(白眉)로 꼽힌다.
- 《올림피아》는 1936년 베를린 올림픽의 과정을 묘사한 다큐멘터리이다. 올림픽이 추구하는 인간의 강인한 신체에 대한 묘사가 압권이고 게르만 민족의 인종적 우월함도 잘 표현되어 있다.